# Christian Kreuzer
Christian Kreuzer  (geboren 26. Mai 1915; gestorben am 27. Oktober 1984) war ein deutscher Politiker (CSU). Er von 1949 bis 1984 Landrat des Landkreises Neustadt an der Waldnaab.

## Leben
Der Jurist und in Weiden praktizierende Assessor war Mitglied der CSU und wurde in der Kreistagssitzung am 24. Oktober 1949 mit 29 gegen 14 Stimmen bei 2 Enthaltungen zum Nachfolger von Hans Bodensteiner gewählt, welcher in den ersten Deutschen Bundestag gewählt worden war. In der Folgezeit machte er sich um den Wiederaufbau verdient und bemühte sich in den 1970ern insbesondere um Ansiedlung und Erhaltung von Industriestandorten in der strukturschwachen Region.
Aufgrund von Schadstoffemissionen, ungenügend gesicherten Deponien, Leckagen und einer unzulässigen Bleikonzentration im Trinkwasser fanden 1983 Untersuchungen des Gesundheitsamts Weiden in der Oberpfalz gegen vier im Landkreis ansässige Bleiglasfabriken und gegen Kreuzer statt, dessen Amt von den jahrelangen Verstößen gewusst habe, jedoch nichts unternommen habe. Im April 1984 kam es zu breiten Protesten in der Bevölkerung Neustadts gegen die Umweltverschmutzungen speziell der Fabrik Nachtmann in Neustadt.
Am 30. April 1984 endete die letzte Wahlperiode Kreuzers; er war zu diesem Zeitpunkt der dienstälteste Landrat Bayerns und war zuletzt mit 93 % der Stimmen im Amt bestätigt worden. Am 26. Oktober 1984 wurde von der Staatsanwaltschaft Weiden Anklage gegen ihn erhoben. Der 69-Jährige erhängte sich in der Nacht zum 27. Oktober 1984.
Christian Kreuzer wurde auf dem Stadtfriedhof Weiden beigesetzt.

## Ehrungen
- Bundesverdienstkreuz 1. Klasse (19. September 1973)[3]
- Landrat-Christian-Kreuzer-Straße in Irchenrieth
- Landrat-Christian-Kreuzer-Straße in Windischeschenbach